# Hélène Gagné (Cellistin)
Hélène Marie Gisèle Marcelle Gagné (* 30. Januar 1950 in Montreal) ist eine kanadische Cellistin.
Gagné war von 1961 bis 1966 Schülerin des Cellisten Walter Joachim am Conservatoire de Musique du Québec und studierte von 1963 bis 1968 am Orford Art Centre bei Paul Tortelier und Guy Fallot. 1963 trat sie mit dem Montreal Symphony Orchestra als Solistin auf, 1964 bei den Sarah Fischer Concerts. Von 1964 bis 1966 war sie Mitglied des National Youth Orchestra of Canada. Beim Talentfestival der CBC gewann sie 1966 den Ersten Preis in der Kategorie Streicher. Von 1966 bis 1969 besuchte sie am Conservatoire de Lausanne die internationale Klasse von Guy Fallot und erwarb die Konzertlizenz. Schließlich vervollkommnete sie ihre Ausbildung bei Paul Tortelier, Pablo Casals und Helen Airoff Dowling.
Ab 1965 unternahm Gagné zahlreiche Konzerttourneen u. a. mit dem Toronto Symphony Orchestra (1966), dem Orchestre de Chambre de Lausanne (1968), dem Atlantic Symphony Orchestra (1970), den Belgrader Philharmonikern (1975) und dem Montreal Symphony Orchestra (1979). Von 1974 bis 1978 unterrichtete sie beim Cam musical de Lanaudière, 1978 gab sie einen Sommerkurs für Cello und Kammermusikbeim International Festival of Youth Orchestras and Performing Arts in Aberdeen. Ab 1977 unterrichtete sie an der Concordia University, ab 1978 an der University of Montreal und der McGill University. Außerdem gab sie Meisterkurse am Conservatoire de musique du Québec, bei der Young String Performers’ Foundation und beim First International Cello Festival in Kobe. Mit John Newmark nahm sie 1966 Schostakowitschs Cellosonate op. 40 auf.